# Corte Superior de Justicia de Cajamarca
La Corte Superior de Justicia de Cajamarca es el tribunal de apelación cuya sede es la ciudad de Cajamarca, capital del departamento homónimo y cuya competencia se extiende a todo el Distrito Judicial de Cajamarca. Fue creada el 29 de enero de 1861 durante el gobierno de Ramón Castilla. Está compuesta por un total de 4 salas superiores que conocen en segunda instancia las sentencias expedidas por los juzgados especializados del distrito judicial.

## Historia
La Corte Superior de Justicia de Cajamarca fue creada por Ley del 29 de enero de 1861 y se instaló el 28 de enero de 1862 bajo la presidencia del Mariscal Ramón Castilla.
Mediante Ley N.º 230 del 6 de octubre de 1906 se creó la Corte Superior de Justicia de Loreto con jurisdicción sobre los territorios de los actuales departamentos de Loreto, San Martín y Ucayali los mismos que hasta ese momento dependían de la Corte de Cajamarca.

## Competencia territorial
Según la organización territorial inicial, las Cortes Superiores tenían competencia territorial en el departamento de su sede, el mismo que se correspondía con un determinado Distrito Judicial. Sin embargo, esta división fue modificándose paulatinamente por razones de cercanía comunicativa. En la actualidad la Corte Superior de Justicia de Cajamarca es competente territorialmente sobre las provincias del Departamento de Cajamarca con excepción de las provincias de las Jaén, San Ignacio y Cutervo y los distritos de Llama en la provincia de Chota y Nanchoc y Bolívar en la provincia de San Miguel que se encuentran dentro de la jurisdicción del Distrito Judicial de Lambayeque.
Adicionalmente, la provincia liberteña de Bolívar se encuentra bajo su jurisdicción por motivos de cercanía geográfica y facilidad de medios de transporte.

## Composición
La Corte Superior de Justicia de Cajamarca está conformada por:
- 1 Sala Civil con sede en Cajamarca
- 3 Salas Penales con sede en Cajamarca
- 1 Sala Penal con sede en Chota.
- 1 Sala Mixta con sede en Santa Cruz de Succhabamba

Cada Sala está conformada por tres jueces superiores que, en el Perú, reciben la denominación de "vocales superiores". La reunión de todos los vocales superiores constituyen la "Sala Plena" que es el máximo órgano deliberativo de la Corte Superior.

## Presidente de la Corte Superior
De conformidad con los artículos 38 y 45 de la Ley Orgánica del Poder Judicial, los vocales eligen un Presidente de la Corte Superior. En el caso de Cajamarca, la elección se realiza el primer jueves del mes de diciembre cada dos años mediante votación secreta de los vocales superiores titulares.
El actual Presidente de la Corte Superior es el doctor Ricardo Eustaquio Sáenz Pascual.